# Lausanne Football and Cricket Club
Lausanne Football and Cricket Club was een Zwitserse voetbalclub en cricketclub uit Lausanne. 
De club werd in 1860 door Engelse studenten, die op privé-scholen in Lausanne zaten, opgericht. Door het vroeg oprichtingsjaar kon dit weleens de oudste club van het Europese vasteland zijn. De oudste club ter wereld, Sheffield FC is slechts 3 jaar ouder. 
De club was mede-stichtend lid van de Zwitserse voetbalbond en nam deel aan de eerste 2 kampioenschappen in 1897/98 en 1898/99. In het eerste seizoen won de club 4-0 en 5-2, maar werd dan uitgeschakeld door Villa Longchamp Lausanne met 1-0. Het volgende seizoen versloeg de club Geneva United en FC Yverdon met duidelijke cijfers en plaatste zich zo voor de finaleronde. Op 5 maart 1899 moest de club aantreden tegen Old Boys Basel, maar de Britse spelers wilden niet op een zondag spelen en trokken zich terug. 
Daarna verdween de club.